# Paracles sordida
Paracles sordida är en fjärilsart som beskrevs av Rothschild 1922. Paracles sordida ingår i släktet Paracles och familjen björnspinnare. Inga underarter finns listade i Catalogue of Life.